# Valérie Fabre
Pour les articles homonymes, voir Fabre.
Valérie Fabre, née le 30 juillet 1966, est une archère française spécialiste de l'arc classique, puis essentiellement à poulies, licenciée au club des Archers de Suresnes.

## Palmarès

### Records
- À plusieurs reprises recordwoman du monde de tir à l'arc à poulies ;
- Recordwoman du monde par équipe en 2008 (Vittel) ;
- Recordwoman d'Europe par équipe en 2001 (Beijing) ;
- Plus de 50 sélections en équipes de France féminines (record, ainsi que dans les catégories classique et à poulies), depuis 1989.

### Championnats du monde (extérieur FITA)
- Médaille d'or par équipes en 2001 (Beijing) et 2005 (Madrid) ;
- Médaille d'argent par équipes en 2003 (New York) ;
- Médaille de bronze par équipes en 1997 (Victoria) ;

### Championnats du monde (tir en salle)
- Médaille d'or en individuel en 1997 (Istanbul) ;
- Médaille d'argent par équipes en 1997 (Istanbul) et 2001 (Florence) ;
- Médaille de bronze par équipes en 2005 (Aalborg) ;

### Championnats d'Europe (extérieur)
- Médaille d'or en individuel en 2004 (Bruxelles);
- Médaille d'or par équipes en 1994, 1998 et 2004 ;
- Médaille d'argent par équipes en 2001 ;
- Médaille de bronze en individuel en 1994 ;
- Médaille de bronze par équipes en 2002 et 2006 ;

### Championnats d'Europe (tir en salle)
- Médaille d'or en individuel en 1998 ;
- Médaille d'or par équipes en 1998, 2000 et 2004 ;
- Médaille d'argent en individuel en 2000 et 2006 (Jaen) ;
- Médaille d'argent par équipes en 2002 ;

### Championnats de France (tir en campagne)
- Médaille d'or en individuel en 1990 ;

### Championnats de France (tir en salle)
- Médaille d'or en individuel en 1992, 1996 et 2007 ;
- Médaille d'argent en individuel en 2010.

### Autres victoires
- Tournoi International de Nîmes (en salle) : à 4 reprises.